# Hypopyra malagassica
Hypopyra malagassica är en fjärilsart som beskrevs av Paul Mabille 1879. Hypopyra malagassica ingår i släktet Hypopyra och familjen nattflyn. Inga underarter finns listade i Catalogue of Life.